# Alejandro Guanes

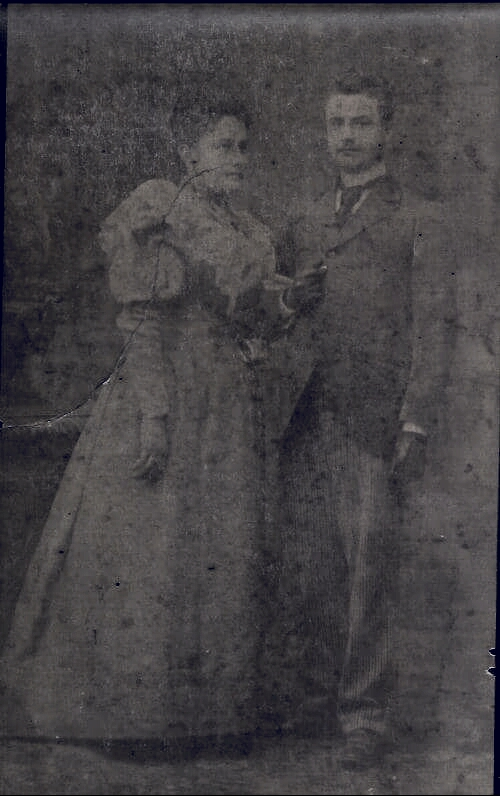
Alejandro Guanes y su esposa

Alejandro Guanes (Asunción, Paraguay, 18 de noviembre de 1872 - ibid., 28 de mayo de 1925) fue un poeta, prosista, docente y periodista paraguayo. 
Hijo de Francisco Guanes y de Matilde Recalde. Adolescente aún, fue a Buenos Aires para seguir sus estudios secundarios en el Colegio de San José de la capital argentina; allí, dio a conocer sus primeros poemas, entre ellos “Primavera”, dedicada a la patria lejana y amada.

## Primeros pasos y trayectoria
De regreso a su país, colaboró en periódicos y revistas, entre ellos la “Revista del Instituto Paraguayo” que, por influencia de Guanes, incluyó en sus páginas de manera permanente una sección dedicada a la poesía de jóvenes autores tales como Ignacio A. Pane, Juan E. O’Leary, a más del mismo Guanes -entre los paraguayos- y extranjeros como Victorino Abente y Lago y Martín de Goycochea Menéndez. Cultivó la sátira periodística bajo el seudónimo de “Tío Camándulas”. Fue redactor de “El Diario”, “La Tribuna” y “El Orden”, importantes periódicos vinculados al denominado “Novecentismo paraguayo”, movimiento auroral y de gran producción literaria en el Paraguay de este período, del cual forman parte, entre otros, Cecilio Báez, Manuel Domínguez, Eloy Fariña Núñez, Manuel Gondra y el propio O’Leary, verdaderos fundadores de la cultura paraguaya moderna. 
Enseñó “Preceptiva literaria” en el Colegio Nacional de la Capital y realizó traducciones del inglés, el francés y el portugués; de entre ellas fue muy celebrada la del célebre poema “Ulalume”, de Edgar Allan Poe.
Como los demás integrantes de su grupo, escribió cuando todavía estaba muy vivo el recuerdo de la Guerra del Paraguay contra la Triple Alianza (1864-1870) y en su poesía trata de afirmar los valores espirituales de una nación que renacía de la catástrofe.
En un prolijo estudio sobre “El ciclo romántico modernista en el Paraguay”, Juan Manuel Marcos señala, a propósito de Guanes: “Murió sin publicar libro, ni dejar previsto el título de los póstumos que le publicaron: “Del viejo saber olvidado” (1926), ensayos de tendencia teosófica, una isla mística en medio del positivismo imperante, y “De paso por la vida” (1936), poemas posrománticos inspirados en Lamartine, Musset, Espronceda, Zorrilla. Su poema “Las leyendas” (1909) evoca las tradiciones paraguayas. “Salve, Patria” incita a la Nación a levantar, majestuosa, su “frente hoy abatida”, “Primavera” es el poema de la juventud nostálgica, lejos de la tierra natal. El intenso lirismo de Guanes no alcanza a disimular la “pasión patriótica” común a todos los novecentistas”. “Del viejo saber olvidado” reúne su producción en prosa y “De paso por la vida” la poética.
Por su parte, Hugo Rodríguez-Alcalá, en su “Literatura paraguaya” señala: “Su poema más famoso, “Las leyendas”, es una impresionante evocación del caserón antiguo de sus antepasados que hace revivir los momentos más trágicos de la historia familiar. En este poema -y en otro titulado “Ocaso y aurora”- Guanes revela ser escritor representativo de su tiempo...”
En 1984, “Alcándara Editora” publicó una “Antología poética” con lo mejor de su producción literaria. En la presentación de ese volumen se lee: “Frontera entre el romanticismo tardío y los atisbos iniciales del modernismo poético paraguayo, la obra escasa pero acendrada de Alejandro Guanes... suelta una delgada iluminación crepuscular a través de una generación entera de escritores nacionales. Desde la penumbra del dolor, vestido de recuerdos invencibles, con la evidencia de la suerte inmortal que alienta oscuramente en el precario palpitar del hombre, el poeta nombró su tiempo y su gente, sin olvidar un levantado amor a su patria, el recinto de sangre infortunada que ocupó su juventud”.
Refiere Carlos R. Centurión en su impresionante “Historia de las letras paraguayas” que “el poeta Alejandro Guanes, en la primera década del siglo XX, escribió “La cámara oscura”, comedia dramática que no llegó a la escena”.
El ilustre hombre de teatro paraguayo José Luis Ardissone presentó una obra basada en la vida de Guanes bajo el título de “Caserón de añejos tiempos”, uno de los versos de su poema emblemático “Las leyendas”; ese trabajo fue llevado al video y difundido profusamente.

## Últimos años
Casado con Serviliana Molinas, falleció el 28 de mayo de 1925, a la edad de 52 años.